# پنج شب با فردی: درخواست کمک
پنج شب با فردی: درخواست کمک (به انگلیسی: Five Nights at Freddy's: Help Wanted) (معروف به پنج شب با فردی ۸) یک بازی ویدئویی ترس و بقا در واقعیت افزوده در سال ۲۰۱۹ است که توسط استیل وول استودیوز توسعه یافته و توسط اسکات کاتن منتشر شده‌است. درخواست کمک هشتمین بازی اصلی از سری پنج شب با فردی و نهمین قسمت به‌طور کلی پس از شب سفارش نهایی در سال ۲۰۱۸ است. این بازی خود را به عنوان «تجربه مجازی فردی فزبر» معرفی می‌کند که برای شرکت ساختگی سرگرمی فزبر برای کمک به بهبود وجهه عمومی خود پس از یک سری پرونده‌های قضایی تضعیف‌کننده، پس از چندین حادثه و فاجعه که ظاهراً در مکان‌های مختلف آنها رخ داده، تولید شده‌است.
گیم پلی از منظر اول شخص ارائه می‌شود و بر روی یک سری مینی‌گیم بر اساس بازی‌های قبلی این سری تمرکز دارد که در آن بازیکن باید از حملات انیماترونیک‌های حساس فرار کند. کانن بازی نشان می‌دهد که سرگرمی فزبر یک توسعه‌دهنده مستقل ناشناس را استخدام کرد تا یک سری بازی ویدئویی را بر اساس اتفاقات هفت بازی قبلی بسازد، قبل از اینکه رابطه خود را با او قطع کند، و یک بازی واقعیت مجازی را برای روشن کردن شایعات و متقاعد کردن بازیکنان سفارش داد. که آن وقایع کاملاً ساختگی بوده‌است.
توسعه پنج شب با فردی: درخواست کمک، اولین بازی دارای مجوز استودیو استیل وول، در سال ۲۰۱۸ آغاز شد و کمتر از یک سال طول کشید. طراحی بازی از تاریخچه پنج شب با فردی در تمام رسانه‌ها الهام گرفته شده‌است. اولین بار در اوت ۲۰۱۸ اعلام شد، این بازی در ۲۸ می ۲۰۱۹ برای هدست‌های اچ‌تی‌سی وایو و آکیولوس ریفت در مایکروسافت ویندوز و هدست‌های پلی‌استیشن وی‌آر در پلی‌استیشن ۴ منتشر شد. نسخه غیر وی‌آر بازی برای مایکروسافت ویندوز و پلی‌استیشن ۴ در ۱۷ دسامبر ۲۰۱۹ منتشر شد. یک نسخه نینتندو سوئیچ در ۲۱ می ۲۰۲۰ منتشر شد. یک نسخه آکیولوس کوئست در ۱۶ ژوئیه ۲۰۲۰ منتشر شد. یک نسخه اندروید در ۲۶ اکتبر ۲۰۲۰ منتشر شد و روز بعد یک نسخه آی‌اواس منتشر شد. یک نسخه اکس‌باکس وان سپس سه روز بعد منتشر شد. این بازی به‌طور کلی نقدهای مثبتی از منتقدان دریافت کرد که آن را به دلیل روایت، محتوا، عملکرد صدا و موسیقی متن اصلی آن تحسین کردند. و جزو پرفروش‌ترین بازی‌های واقعیت مجازی در استیم است. محتوای قابل دانلود، نفرین دِرِدبِر، در ۲۳ اکتبر ۲۰۱۹ منتشر شد. مجموعه‌ای اسپین‌آف پس از وقایع بازی، پنج شب با فردی: تحویل ویژه، در ۲۵ نوامبر ۲۰۱۹ برای اندروید و آی‌اواس منتشر شد، در حالی که دنبالهٔ اصلی بازی، پنج شب با فردی: نقض امنیتی، در تاریخ ۱۶ دسامبر ۲۰۲۱ انتشار یافت.

## گیم‌پلی
این بازی شامل چهل مینی‌گیم قابل بازی است که از هاب بازی قابل دسترسی است. بسیاری از این مینی‌گیم‌ها مکانیک‌های بازی‌های قبلی این سری را بازسازی می‌کنند، با کنترل‌هایشان که برای محیط مجازی سه‌بعدی مناسب‌تر هستند. مینی‌گیم‌ها بر اساس بازی مبدأ به گروه‌هایی تقسیم می‌شوند و با افزایش سختی مرتب می‌شوند. در همه مینی‌گیم‌ها، باخت منجر به جامپ‌اسکر می‌شود.
نسخه اصلی پنج شب با فردی الهام بخش ۵ مینی‌گیم است که هر یک از پنج شب (سطح) بازی را بازسازی می‌کند. در دفتر یک نگهبان امنیتی، بازیکن باید با حفظ قدرت و اجتناب از حملات چهار انیماترونیک، که از طریق دوربین‌های امنیتی قابل مشاهده است، یک شیفت شب کامل زنده بماند. تمام تصاویر بازی از رندرهای دوبعدی به مدل‌های سه‌بعدی بروزرسانی می‌شوند، و همه دکمه‌ها و کنترل‌ها در اطراف دفتر سه‌بعدی قرار داده شده‌اند تا بازیکن بتواند با آن تعامل فیزیکی داشته باشد. به عنوان مثال، فید دوربین، که قبلاً کل صفحه بازیکن را پنهان کرده بود، روی مانیتور روی میز بازیکن نمایش داده می‌شود. پنج شب با فردی ۲ و پنج شب با فردی ۳ به شیوه‌ای مشابه، با تصاویر بروز شده و رابط کاربری ملموس اقتباس شده‌اند.
پنج شب با فردی ۴ الهام بخش ۶ مینی‌گیم است. مینی گیم‌های ترورهای شب، گیم‌پلی سطوح اصلی خود را تطبیق می‌دهند، که در آن بازیکن باید با باز و بسته کردن درها، از ورود انیماترونیک به اتاق خواب خود جلوگیری کند. برخی از این مینی‌گیم‌ها به بازیکن اجازه می‌دهند تا با «انتقال از راه دور» به مکان‌های مختلف در دید، که یک روش متداول جابجایی وی‌آر است، حرکت کند. سطح اول فانتایم فردی، سطح دوم نایتماریون، سطح سوم سیرکس بیبی، و سطح چهارم دارای فردبر کابوس‌وار است. مینی‌گیم‌های «سرگرمی با پلاش‌ترپ» و «سرگرمی با پسر بادکنکی» بازی اصلی به‌عنوان مینی‌گیم‌های اتاق‌های تاریک اقتباس شده‌اند، که در آن بازیکن باید از چراغ قوه برای پیدا کردن انیماترونیک در اطراف یک منطقه بدون نور استفاده کند.
پنج شب با فردی: مکان خواهر الهام بخش ۹ مینی‌گیم است. مینی‌گیم‌های قطعات و خدمات از بازیکن می‌خواهند تا با باز کردن محفظه‌ها و تعویض قطعات در اطراف بدن‌شان، تعمیر و نگهداری را روی انیماترونیک انجام دهد، این بار با انیماترونیک‌های بانی، چیکا، فردی و فاکسی انجام می‌شود. تعمیر هواکش در یک محور تعمیر و نگهداری انجام می‌شود، که در آن بازیکن باید پازل‌ها را با چرخاندن اهرم‌ها و فشار دادن دکمه‌ها حل کند درحالی که انیماترونیک‌ها را با یک چراغ جلو، عمدتاً منگل و انارد را دفع می‌کند. بازی یک اتاق تاریک با بازی فانتایم فاکسی نیز از مکان خواهر اقتباس شده‌است.
برنده شدن در هر مینی‌گیم در سختی معمولی، قفل همتای خود را در حالت چراغ سیاه باز می‌کند، یک حالت دشواری پیشرفته که حواس‌پرتی بصری و/یا شنوایی را به هر بازی اضافه می‌کند (مانند بادکنک‌های شناور در اطراف اتاق، پخش موسیقی با صدای بلند و غیره). برنده شدن در تمام مینی‌گیم‌ها در هر دو حالت دشواری، یک مینی‌گیم نهایی، یعنی پیتزا پارتی را باز می‌کند. برخلاف سایر مینی‌گیم‌ها، پیتزا پارتی یک هزارتو است که از حرکت دوربری شبیه به ترورهای شب استفاده می‌کند و آیتم‌هایی از سطوح مختلف به همراه بسیاری از انیماترونیک‌های موجود در بازی در برخی اتاق‌ها را در خود دارد.
سکه‌های کلکسیونی و نوارهای کاست در سراسر مینی‌گیم‌های مختلف پنهان شده‌اند. جمع‌آوری سکه‌ها قفل اسباب‌بازی‌های مجازی را باز می‌کند که می‌توان با آن‌ها در باجه جایزه درون بازی بازی کرد، درحالی که جمع‌آوری نوارها، گزارش‌های صوتی را باز می‌کند که بازیکن می‌تواند به آن‌ها گوش دهد.

## داستان
سرگرمی فزبر به دلیل چندین حادثه و بلایایی که ظاهراً در مکان‌های مختلف آنها در طول سال‌ها رخ داده و به عنوان افسانه‌های شهری تثبیت شده‌اند، بسیار منفور شده‌است. این مشکل توسط یک سری بازی‌های ویدئویی ترسناک بر اساس افسانه‌ها، که توسط یک توسعه دهنده مستقل ناشناس ایجاد شده‌است، تشدید می‌شود. در تلاشی برای از بین بردن شهرت بدی که این شایعات به این شرکت داده بود، سرگرمی فزبر «تجربه مجازی فردی فزبر» را سفارش داد، یک بازی واقعیت مجازی که به منظور روشن کردن شایعات و متقاعد کردن بازیکنان مبنی بر اینکه آن رویدادها کاملاً ساختگی هستند. با این حال، این روایت با شانزده نوار کاست پنهان شده در طول بازی، که شامل سیاهه‌های ثبت شده توسط یکی از توسعه دهندگان بازی است، در تضاد است.
این نوارها که به عنوان یک هشدار برای بازیکنان آینده است، یک پرونده قضایی را که در طول توسعه بازی اتفاق می‌افتد، نشان می‌دهد که شامل حادثه‌ای با یکی از کارمندان گذشته، جرمی، می‌شود که تکمیل بازی را به خطر می‌اندازد. علاوه بر این، نوارها نشان می‌دهند که سرگرمی فزبر توسعه‌دهنده مستقل ناشناس را برای ساخت مجموعه بازی‌های ویدئویی بر اساس افسانه‌های ادعا شده، قبل از قطع رابطه با او استخدام کرده‌است. این بازی‌ها بخشی از یک ترفند استادانه برای بی‌اعتبار کردن شایعات پیرامون شرکت بود. مهمتر از همه، نوارها در مورد کد مخربی هشدار می‌دهند که از روی برد مدار قدیمی انیماترونیک در بازی آپلود شده‌است. این کد به شکل یک شخصیت شوم معروف به گلیچ‌ترپ است که به عنوان یک انسان‌نما در لباس خرگوش ظاهر می‌شود. در نهایت مشخص شد که گلیچ‌ترپ روح دیجیتالی ویلیام افتن، یکی از بنیانگذاران قاتل سریالی فزبر است که سعی دارد با ادغام با بازیکن از بازی فرار کند. گفته می‌شود که برد مدار حاوی کد از بقایای «اسکرپ ترپ» که در اختیار افتن بود، به دست آمده‌است.
پنج شب با فردی: درخواست کمک بسته به انتخاب بازیکن، دارای چهار پایان است:
1. پس از تکمیل تمام سی و نه مرحله و بازی سطح نهایی "پیتزا پارتی"، بازیکن وارد یک اتاق تاریک با انیماترونیک و یک نوار می‌شود. گلیچ‌ترپ ظاهر می‌شود و به بازیکن اشاره می‌کند که او را پشت پرده دنبال کند. پس از انجام این کار، درحالی که یک نمایش شروع می‌شود، بازیکن به عنوان فردی فزبر روی صحنه ظاهر می‌شود، به این معنی که آنها را در یک انیماترونیک مانند کودکان کشته شده اصلی قرار داده‌اند، در حالی که گلیچ‌ترپ در حال رقصیدن شاد در پس زمینه دیده می‌شود.
2. اگر بازیکن از دستورالعمل‌های نوار پیروی کند، آنها را به اتاقی می‌برند که روی آن اثر دست و خراش وجود دارد. گلیچ‌ترپ در طرف دیگر یک در ظاهر می‌شود و بازیکن را قبل از بازگشت به تاریکی خاموش می‌کند. پس از این، بازیکن یک مخمل گلیچ‌ترپ دریافت می‌کند. پس از پایان مخفیانه نفرین دردبر هزارتوی ذرت، جایی که ماسک خرگوش را دریافت می‌کنند، قرار دادن ماسک و گرفتن مخمل خواب باعث ایجاد مکالمه جدیدی بین بازیکن و مخمل خواب می‌شود. بازیکنی که بعداً مشخص شد یک آزمایش‌کننده بتا به نام ونی است، به او می‌گوید که هیچ‌کس به چیزی مشکوک نیست، و به او اطمینان می‌دهد که او را ناامید نخواهد کرد و کنترل افتن بر ونی را کامل می‌کند.
3. اگر بازیکن نتواند دستورالعمل‌های نوارها را دنبال کند، او و گلیچ‌ترپ بدن خود را تعویض می‌کنند و بازیکن در جای گلیچ‌ترپ قرار می‌گیرد.
4. اگر بازیکن مرحله پرنسس کوئست را که منحصر به نسخه موبایل بازی است تکمیل کند، آواتار بازیکن، شاهزاده خانم، با شکل هیولایی گلیچ‌ترپ روبرو می‌شود که به شکلی تحریف‌شده می‌گوید "من همیشه برمی‌گردم. بذار بیام بیرون.

پس از انتشار نسخه غیر وی‌آر، دری در سطحی وجود داشت که به مزرعه درخت کریسمس برفی منتهی می‌شد. در دوردست، نمای ساختمان بزرگی وجود دارد که توسط فردبر ساخته شده‌است (پنج شب با فردی نقض امنیتی)، با یک بیلبورد در نزدیکی نشان می‌دهد که آنها اکنون در حال استخدام هستند.

## توسعه
در ۲۸ مرداد ۱۳۹۷، خالق پنج شب با فردی، اسکات کاتن در تاپیک استیم خود تأیید کرد که با همکاری یک استودیو نامشخص، بازی پنج شب با فردی واقعیت افزوده را خواهد ساخت. در ۵ فروردین ۱۳۹۸، در جریان پخش زنده سونی اینتراکتیو انترتینمنت، که چندین بازی جدید را برای پلی‌استیشن ۴ اعلام کرد، یک تریلر از بازی نمایش داده شد و توسعه‌دهنده آن استودیو استیل وول است. این بازی از ۸ فروردین تا ۱۱ فروردین ۱۳۹۸ به‌طور عمومی در پکس ایست عرضه شد، و در تظاهرات بعدی پلی‌استیشن وی‌آر قبل از انتشار در دسترس بود.
خالق پنج شب با فردی، اسکات کاتن در ابتدا با ایده بازسازی پنج شب اصلی با فردی در واقعیت مجازی به استودیوی استیل وول نزدیک شد. او اولین اثبات مفهومی استودیو را آنقدر دوست داشت که برنامه اولیه خود را گسترش داد تا تمام بازی‌های پنج شب قبلی را پوشش دهد. بسیاری از جنبه‌های طراحی شخصیت‌های کاتن باید بروزرسانی می‌شد تا قانع‌کننده به نظر برسد و در یک محیط ۳ دی ترسناک باقی بماند، از جمله حرکات و جزئیات دقیق‌تر.

### موسیقی
لئون ریسکین پس از آهنگسازی پنج شب با فردی: مکان خواهر، شبیه‌ساز پیتزافروشی فردی فزبر و شب سفارش نهایی برای آهنگسازی موسیقی برای پنج شب با فردی: درخواست کمک بازگشت. علاوه بر این، آهنگساز آلن سیمپسون آهنگ موسیقی «تولد پیچ خورده» را نوشت و آهنگ استفاده نشده «تم آهنگ پیتزای فردی فزبر» (همچنین به عنوان «زمان نمایش» شناخته می‌شود) را ایجاد کرد. در یک خبر، کاتن گفت که «زمان نمایش» احتمالاً می‌تواند در آینده مورد استفاده قرار گیرد، اما «از بازی کنار گذاشته شد زیرا احساس درستی نداشت. لزوماً ناتمام نبود.»

## انتشار
اولین بار در اوت ۲۰۱۸ اعلام شد، این بازی در ۷ خرداد ۱۳۹۸ برای هدست‌های آکیولوس ریفت و اچ‌تی‌سی وایو در مایکروسافت ویندوز و هدست‌های پلی‌استیشن وی‌آر در پلی‌استیشن ۴ منتشر شد. نسخه غیر وی‌آر بازی برای مایکروسافت ویندوز و پلی‌استیشن ۴ در ۲۶ آذر ۱۳۹۸ منتشر شد. یک نسخه نینتندو سوئیچ در ۱ خرداد ۱۳۹۹ منتشر شد. یک نسخه آکویلوس کوئست در ۲۶ تیر ۱۳۹۹ منتشر شد. یک نسخه اندروید در ۵ آبان ۱۳۹۹ منتشر شد و روز بعد یک نسخه آی‌اواس منتشر شد. یک نسخه اکس‌باکس وان سپس سه روز بعد منتشر شد. این بازی همچنین در میان پرفروش‌ترین بازی‌های واقعیت مجازی در استیم قرار دارد.

### رسانه‌ها و کالاهای مرتبط
قبل از انتشار پنج شب با فردی: درخواست کمک، فانکو موجی کالاهایی برای انیماترونیک‌های چراغ سیاه منتشر کرد، از جمله روپوش‌های قلم، مینی‌های اسرارآمیز، مخمل خواب‌دار جاکلیدی، اکشن فیگورها، مینی فیگورها، فیگورهای وینیل و جعبه‌های غلات. سه مجموعه ساخت و ساز مک فارلین بر اساس قطعات و خدمات، تعمیر دریچه بالایی، و کورن ماز قرار است در سال ۲۰۲۱ منتشر شوند. سه اکشن فیگور فانکو بر اساس گلیچ‌ترپ، دردبر و فاکسی و گریم‌شده نیز قرار است در همان سال اکران شوند.

### محتوای قابل دانلود
نفرین دردبر یک بسته محتوای قابل دانلود با موضوع هالووین برای پنج شب با فردی: درخواست کمک است. این دی‌ال‌سی در سه قسمت منتشر شد، با چندین «موج» از مینی‌گیم‌های جدید که در ۱ آبان، ۷ آبان و ۹ آبان ۱۳۹۸ منتشر شد، که در مجموع ۱۰ مینی‌گیم جدید منتشر شد. بسته دی‌ال‌سی شامل شخصیت‌های انیماترونیک جدید، انیماترونیک‌های بازگشتی از بازی‌های قبلی و یک مرکز با مضمون هالووین است. برخی از مراحل جدید، نسخه‌های جدید مینی‌گیم‌های موجود هستند، مانند نسخه‌ای از مینی‌گیم‌های فنف ۱ به نام خطر! دور نگه دار! حالت‌های قابل توجه بازی جدید عبارتند از یک گالری تیراندازی شبیه به بازی والت دیزنی ورلد، چرخش رنجر فضایی سال نوی باز، یک هزارتوی ذرت با رومینگ آزاد، و یک خط مونتاژ که در آن بازیکن باید یک انیماترونیک بسازد. نفرین دردبر بر روی تمامی پلتفرم‌ها به جز درگاه‌های موبایل و اکس‌باکس وان منتشر شد. این دی‌ال‌سی بعداً در نسخه آکیولوس کوئست بازی در دسامبر ۲۰۲۰ منتشر شد.

## دنباله‌ها

### تحویل ویژه
بازی بعدی این مجموعه، پنج شب با فردی: تحویل ویژه بود، یک اسپین آف برای سیستم عامل‌های موبایل اندروید و آی‌اواس، که در ۴ آذر ۱۳۹۸ منتشر شد. این بازی که از ای‌آر به جای وی‌آر استفاده می‌کند، از یک فرض مشابه پیروی می‌کند. درخواست کمک، خود را به عنوان یک محصول مصرفی (در این مورد، یک سرویس اجاره انیماترونیک) که توسط سرگرمی فزبر ایجاد شده‌است، معرفی می‌کند. داستان بیشتر از طریق ایمیل‌هایی که در جهان به‌طور تصادفی برای بازیکن ارسال شده‌است، بیان می‌شود. این ایمیل‌ها نشان می‌دهند که بازی پس از رویدادهای درخواست کمک اتفاق می‌افتد، زیرا در آنها به رویدادهایی مانند مالکیت ونی توسط ویلیام افتن اشاره می‌شود.

### نقض امنیتی
در ۱۷ مرداد ۱۳۹۸، در پنجمین سالگرد اولین بازی، کاتن تصویر جدیدی را در وب‌سایت خود منتشر کرد که هشتمین قسمت اصلی این سری را به نمایش گذاشت. این یک «مگا پیتزا پلکس» حاوی میدان تگ لیزری، یک سالن بازی، یک سینمای بزرگ و یک رستوران پیتزای فردی فزبر را نشان می‌دهد. در میدان اصلی، نسخه‌های دهه ۸۰ فردی، چیکا و چهار انیماترونیک کاملاً جدید را می‌توان دید که برای جمعیتی هیجان‌زده بازی می‌کنند. در ۷ مهر ۱۳۹۸، وب‌سایت کاتن با یک تیزر جدید با حضور «گلمراک فردی» بروزرسانی شد و به‌دنبال آن تیزر به‌روزرسانی‌شده‌ای با شخصیت ونی از درخواست کمک به‌عنوان سایه منتشر شد. در ۵ فروردین ۱۳۹۹، تیزر دیگری با یک شخصیت کاملاً جدید شبیه تمساح منتشر شد که بعدها مشخص شد مونتگومری گیتور نام دارد. در ۲۳ خرداد ۱۳۹۹، تیزر دیگری منتشر شد که در آن آنتاگونیست بازی، ونسا، یک محافظ زن، حضور داشت. در ۱۷ مرداد ۱۳۹۹، یک تیزر از ونی منتشر شد. یک روز بعد، اسکات شخصیت‌های گلمراک چیکا و روکسان وولف را از طریق ردیت نشان داد. در ۵ آبان ۱۴۰۰، یک تریلر از ارائه وضعیت بازی سونی حاوی تصاویر بازی و تاریخ انتشار به صورت آنلاین منتشر شد و بازی در ۲۵ آذر ۱۴۰۰ منتشر شد.

### درخواست کمک ۲
در ۲۴ مه ۲۰۲۳، در طی نمایشگاه پلی‌استیشن، استودیو استیل وول دنباله مستقیم درخواست کمک با عنوان درخواست کمک ۲ را اعلام کرد که برای انتشار در دسامبر ۲۰۲۳ برنامه‌ریزی شده بود. این تریلر بر روی پنج شب با فردی: مکان خواهر تمرکز دارد. در ۱ سپتامبر ۲۰۲۳، یک نسخه نمایشی انحصاری قابل پخش در طول PAX West 2023 نشان داده شد که شامل شخصیت های فانتایم فردی و بان بان (از مکان خواهر) و مون (از نقض امنیتی) بود. در ۲۰ نوامبر ۲۰۲۳، تریلر گیم پلی بازی در کانال رسمی استودیو استیل وول در یوتیوب منتشر شد که چندین شخصیت از بازی را به همراه تاریخ انتشار ۱۴ دسامبر ۲۰۲۳ نشان می دهد.

## پذیرایی
| گردآورنده | امتیاز                 |
| --------- | ---------------------- |
| متاکریتیک | PS4: 80/100 NS: 53/100 |

| ناشر                 | امتیاز            |
| -------------------- | ----------------- |
| دستراکتید            | پلی‌استیشن ۴: ۹/۱۰ |
| هابی‌کنسولاس          | PS4: 73/100       |
| آی‌جی‌ان               | PS4: 8.3/10       |
| نینتندو لایف         | NS:               |
| گیمز ماشین (ایتالیا) | PS4: 8.6/10       |
| TouchArcade          | NS: 4/5           |

پنج شب با فردی: درخواست کمک با توجه به متاکریتیک جمع‌آوری کننده نقد، نقدهای «عموماً مطلوب» را از منتقدان برای نسخه پلی‌استیشن ۴ دریافت کرد که امتیاز ۸۰ از ۱۰۰ را به خود اختصاص داد؛ نسخه نینتندو سوئیچ نقدهای «مختلط یا متوسط» دریافت کرد. با متاکریتیک امتیاز ۵۳ از ۱۰۰. بازبینان بازی را به دلیل استفاده مؤثر از واقعیت مجازی و موفقیت آن در معرفی مکانیک‌های جدید با حفظ حس و حال و هوای سری و در عین حال قابل دسترس بودن برای بازیکنانی که تازه‌وارد سری می‌شوند، تحسین کردند. با این حال، استفاده مکرر از جامپ اسکر در بازی می‌تواند آن را در طول زمان برای برخی بازیکنان کمتر ترسناک و منفورتر کند.
استوارت گیپ در نینتندو لایف از نسخه نینتندو سوییچ انتقاد کرد و به آن امتیاز ۳ از ۱۰ داد. انتقاد اصلی این بود که بازی به دلیل حذف حالت وی‌آر بی‌معنی شده بود و آن را به یک «مجموعه مینی‌گیم پایین‌تر» تبدیل کرد. با «بازی محدود» از آنجایی که بازی‌های اصلی قبلی قبلاً برای کنسول در دسترس بودند، و حدس زدند که تنها دلیل انتشار آن برای کنسول، سرمایه‌گذاری بر سهم بازار کنسول است.
این بازی به‌عنوان یکی از «بازی‌های ترسناک مورد علاقه سال ۲۰۱۹» پلی‌استیشن در وب‌سایت آنها فهرست شده‌است و یکی از ۳۰ بازی پرفروش واقعیت مجازی در استیم است.
این بازی نامزد جایزه سرزمین رؤیای جزیره کانی برای بهترین بازی ای‌آر/وی‌آر در جوایز گیم نیویورک در سال ۲۰۲۰شد.